# Broken Boy Soldiers
Albums de The Raconteurs
Consolers of the Lonely
(2008)
Broken Boy Soldiers est le premier album du groupe de Rock The Raconteurs paru le 15 mai 2006. Le morceau Steady As She Goes a fait l'objet d'un single.

## Liste des titres
1. Steady, As She Goes – 3:37
2. Hands – 4:02
3. Broken Boy Soldier – 3:02
4. Intimate Secretary – 3:27
5. Together – 4:01
6. Level – 2:19
7. Store Bought Bones – 2:26
8. Yellow Sun – 3:19
9. Call It a Day – 3:33
10. Blue Veins – 3:53